# Mineuse tropicale de la tomate
Keiferia lycopersicella
Pour les articles homonymes, voir Mineuse de la tomate.
Espèce
La mineuse tropicale de la tomate (Keiferia lycopersicella) est une espèce d'insectes de l'ordre des lépidoptères et de la famille des Gelechiidae qui attaque certaines cultures de Solanaceae, préférentiellement la tomate, mais aussi la pomme de terre et l'aubergine, essentiellement dans les régions tropicales et subtropicales. Diverses Solanacées sauvages peuvent servir d'hôtes secondaires. On la trouve notamment au Mexique, aux États-Unis (Californie, Texas...), aux îles Hawaï, à Cuba, Haïti et dans les îles Bahamas.
Les larves minuscules (6 à 8 mm de long) de ce ravageur creusent des galeries dans les feuilles de tomates ainsi que dans les fruits, les rendant impropres à la consommation. Son cycle biologique se déroule en 28 jours environ dans les conditions de température les plus favorables, autorisant la succession de sept à huit générations par an, voire plus.
Les fruits infestés par cette mineuse de la tomate peuvent être sujets à diverses maladies cryptogamiques. Les dégâts peuvent être très importants et toucher jusqu'à 60 à 80 % de la récolte attendue.
Les méthodes de lutte font appel à diverses techniques : surveillance des plantations à l'aide de pièges à phéromones, traitements à l'aide d'insecticides chimiques, lutte biologique à l'aide de certaines espèces de trichogrammes, confusion sexuelle par les phéromones pour empêcher l'accouplement...

## Synonyme
- Eucatoptus lycopersicella Walsingham, 1897

## Première publication
Lord Walsingham, Revision of the West-Indian Micro-Lepidoptera with descriptions of new species, Proceedings of the Zoological Society of London, 1897, pp. 54–182 Texte complet